# دنقلا

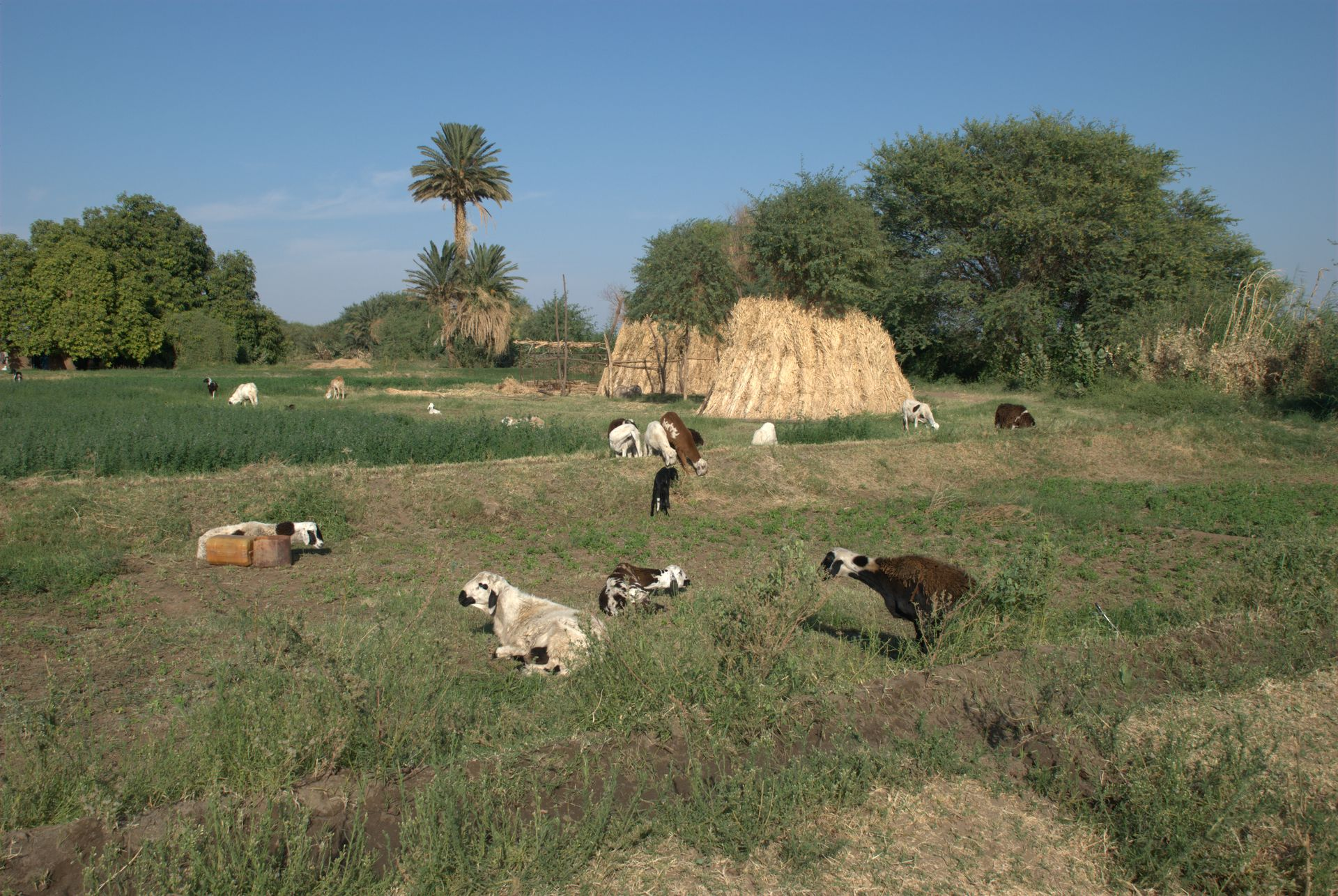
غيط (حقل) بالقرب من دنقلا.

دُنْقُلا مدينة تقع في شمال السودان على الضفة الغربية من نهر النيل على ارتفاع 227 متر (745 قدم) فوق سطح البحر، وهي عاصمة الولاية الشمالية وتبعد مسافة 530 كيلومتر (329 ميل) شمال الخرطوم العاصمة، وتعد من أقدم المدن في المنطقة، حيث تتوسط منطقة غنية بآثار الحضارات السودانية القديمة.

## أصل التسمية
اللفظ دُنْقُلا مشتق من الدنقل (بضم حرف الدال وتسكين النون ورفع القاف)، والذي يشير إلى الطوب الأحمر باللغات النوبية، وسميت كذلك لأن مبانيها كانت تبنى من الطوب الأحمر على خلاف ما جاورها من أمصار مشيدة بالطوب اللبن -الطوب النيء (أي طوب الطين المجفف بالشمس قبل حرقه) وهناك من يقول بأن دنقلا كلمة نوبية تتكون من مقطعين هما «دونقي» أي المال، و«لا» (النافية) أي انعدام المال، وبذلك يشير لفظ دنقي–لا إلى مكان «بلا مال».
ثمة رواية ثالثة تذهب إلى أن الكلمة مركبة من لفظين هما «دا» بمعنى دار و«قُل» (بضم القاف) بمعنى قلب، أو مركز فيكون معنى الاسم «قلب الديار». وتنسب رواية رابعة الاسم إلى ملك نوبي حكم المنطقة يسمى دنقل.
وتطلق الكلمة أيضًا على كل ما هو قوي وصلب ولهذا ينسب البعض اسم المدينة إلى صفة ملكها الدنقل أو، دو- إن - قل بالنوبية أي القوي المقيم في قلعة كبيرة على النيل، بل أن البعض يرى بأن دونقلا هو تحريف لكلمة دور القلاع (أو دار القلعة) نسبة إلى قلعة كبيرة في المكان كانت مطلة على النيل.
عندما اتخذها إسماعيل باشا مركزًا لجيشه إبان غزوه السودان سنة 1821، كانت دنقلا عبارة عن «شونة» أي مركز تجمع فيه أموال الضرائب والعشور الممثلة في الغلال والحبوب والبهائم قبل إرسالها إلى سلطان الفونج في سنار الذي كان يحكم المنطقة. فأطلق عليها اسم «الأورطة»، وهو مصطلح عسكري تركي مصري يعني الفرقة العسكرية أو مقر الفرقة العسكرية، وحرّف الأهالي الكلمة إلى «الأوردي» ثم أخيرًا إلى «العُرضي» الذي أصبح لقبًا لدنقلا.
وتسمى دنقلا أيضًا بالبندر أو بندر دنقلا، أي دنقلا المدينة.
وورد اسم دنقلا في كتابات المؤرخين العرب باسم دمقلة.
و في حقيقة الأمر توجد هنالك 7 مدن باسم دنقلا في أمريكا الشمالية، 6 منها في 6 ولايات في الولايات المتحدة وهي ولايات أركنساس، إلينوي، كنتاكي، إنديانا، ميسوري، وكاليفورنيا والسابعة في مقاطعة أونتاريو في كندا وأشهرها هي التي بولاية إلينوي وسميت على دنقلا الحالية التي بالسودان وتوجد بمقاطعة يونيون، وسكانها حوالي 860 شخصًا.

## دنقلا العجوز

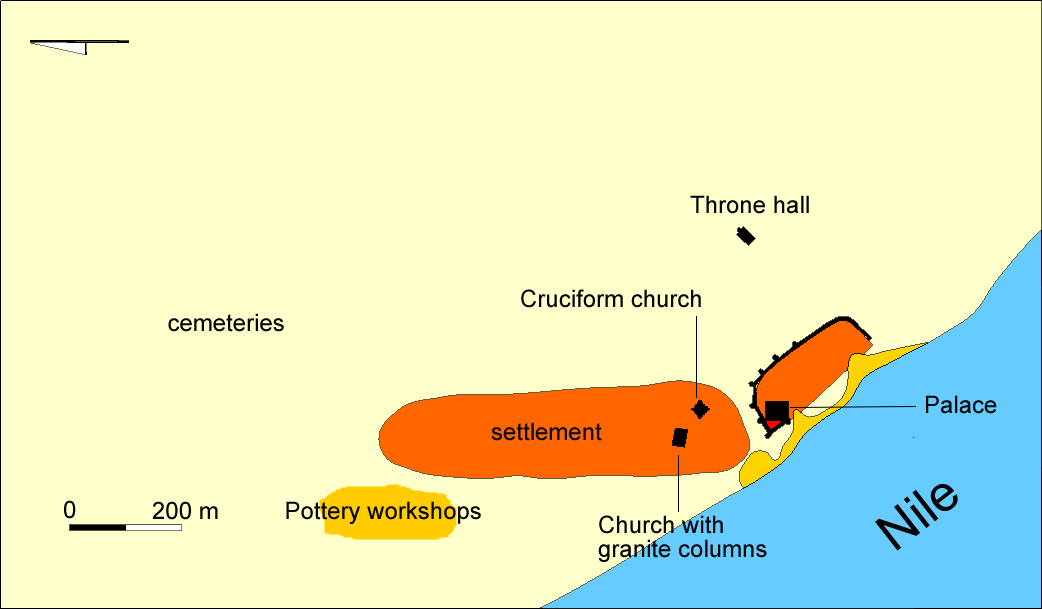
رسم يبين مواقع آثار دنقلا القديمة بما فيها القصر والسور والكنيسة

أما دنقلا العجوز فيقصد بها المنطقة التي تحتوي على الآثار القديمة لعاصمة مملكة المقرة المسيحية، وتقع على الضفة الشرقية لنهر النيل على بعد 105 كيلومتر جنوب مدينة دنقلا و 30 كيلو متر شمال مدينة الدبة، وبها بقايا آثار كنسية وقلعة وعدد من الأديرة، كما يوجد بها أيضا مسجد عبد الله ابن أبي السرح، وهو مسجد أثري يعتبر أول مسجد بني في السودان.

## التاريخ

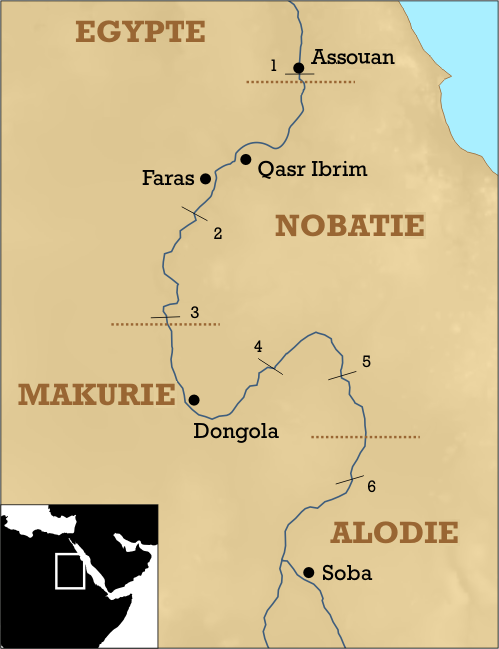
موقع مملكة المقرة ضمن الممالك المسيحية السودانية القديمة

### التاريخ القديم
شهدت دنقلا حضارة ما قبل التاريخ واشتهرت بمعابد «أبادماك» إله الحرب والصحراء عند الكوشيين. وتعتبر مركزا للحضارة النوبية كما يتضح من الآثار الموجودة فيها بما في ذلك الأهرامات وغيرها مما تبقّى من آثار اتفاقية البقط (المسجد) التي أُبرمت مع المسلمين العرب في مصر. وفي القرون الوسطى كانت دنقلا عاصمة لمملكة المقرة المسيحية في السودان، وكان موقعها على بعد 80 كيلومتر من ضفة النيل في المنطقة المعروفة حاليًا بدنقلا العجوز. وغزتها جيوش المسلمين من مصر بقيادة عبد الله بن أبي السرح ووفد إليها الفقيه غلام الله الركابي من اليمن في النصف الأول من القرن الرابع عشر لتعليم أبنائها سنن الإسلام. وقد وردت في مقدمة ابن خلدون كمدينة على ضفة النيل.

### العهد التركي المصري
تأسست دنقلا كمدينة حديثة في عام 1812 م، من قبل مجموعة من المماليك الهاربين من عمليات الاضطهاد والتنكيل التي مارسها ضدهم محمد علي باشا والي مصر بعد استيلائه على السلطة في مصر، وارتكابه مذابح على قادتهم وأفراد أسرهم. وفي عام 1821 م، أرسل محمد علي باشا ابنه الثالث إسماعيل باشا كامل

على رأس جيش كبير للقضاء على فلول المماليك واحتلال بقية ممالك السودان وضمها إلى ملكه. وتوغل إسماعيل باشا كامل في شمال السودان حتى بلغ دنقلا حيث أقام فيها معسكرًا لجيشه أطلق عليه اسم معسكر الأورطة وهجر المماليك دنقلا إلى منطقة شندي
وما بعدها جنوبًا، ووردت دنقلا في كتابات الرحالة الإنجليزي جون لويس بوركهارت الذي زار المدينة في 1814 وقدم وصفًا لها.
دانت دنقلا لحكم الأتراك وفي عام 1885 م كانت واحدة من أربع مديريات (محافظات) أسسها الأتراك في السودان وعين عابدين بك أول حاكم تركي لها.
وفي منتصف القرن التاسع عشر بلغ سكان دنقلا 6 آلاف نسمة وكانوا يمارسون الزراعة على ضفاف النيل باستخدام السواقي لريّ الأراضي وتحولت المدينة في تلك الفترة إلى محطة استراحة لقوافل الحجيج القادمة من دارفور إلى مدينة سواكن فالأراضي المقدسة في مكة المكرمة والمدينة المنورة

### الثورة المهدية
تعتبر منطقة دنقلا مسقط رأس قائد الثورة المهدية محمد أحمد المهدي الذي ولد في جزيرة لبب على النيل القريبة من دنقلا. وقد خضعت دنقلا لحكم المهدية في الفترة من 1844 وحتى 1896 م، وعيّن الأمير عبد الرحمن النجومي عاملًا في دنقلا، وأمر بالزحف على مصر ليأخذ مكانه في رئاسة عمالة دنقلا الأمير يونس ود الدكيم. وفي 3 مايو / أيار 1899 غادر النجومي دنقلًا متجهًا إلى مصر على رأس 4 آلاف مقاتل، حيث إصطدم بقوات جرانفيل باشا سردار الجيش المصري في معركة توشكي التي انتهت بهزيمته.
ووفقًا لما جاء في كتاب روزيقونولي «سنواتي الإثنتي عشر في الأسر وسط الدروايش»، كانت دنقلا في عهد الخليفة عبد الله التعايشي تشكل إحدى إمارات دولة المهدية التي يتولى إدارتها أمير من الأمراء.

### الحكم الثنائي
في سنة 1899 نجحت فرقة بريطانية بقيادة ارشيبالد هنتر من احتلال دنقلا وتحويلها إلى مركز متقدم لجيش الغزو البريطاني المصري بقيادة كتشنر باشا حيث تم تجميع الرجال والعتاد والإمدادات وكان كتشنر قائد الحملة يرسل منها تقارير حملته إلى بريطانيا وصدرت بها أول نشرة صحفية باللغة الإنجليزية باسم (دنقلا استار) لتغطية أخبار تقدم الجيش الإنجليزي المصري في السودان.
ومن دنقلا تحرك جيش كتشنر نحو أم درمان لخوض معركة حاسمة ضد جيش الخليفة عبد الله التعايشي في كرري في سبتمبر / أيلول 1898 م، خضع بعدها السودان للحكم الثنائي الإنجليزي المصري.
اختار الإنجليز دنقلا عاصمة إقليمية، وأقام بها مفتّش مديرية، وكان يقطن في سراي المديرية التي لا تزال قائمة ولكن تم تحويلها الي مدرسة ثانوية للبنات.
أطلق الإنجليز اسم دنقلا على أحد شوارع منطقة بيشبستون في بريستول Dongola Road، وعلى شارع آخر بالاسم ذاته في منطقة توتنهام شمال لندن متفرعًا عن شارع كتشنر. كذلك يطلق البريطانيون على سباق نهري دوري اسم سباق دنقلا Dongola Racing، تيمنا بحملة إنقاذ غوردون باشا حاكم عام السودان وقتئذ، عرفت بحملة النيل (1884-1885 م) التي قامت بها وحدة عسكرية بريطانية تم إرسالها إلى السودان لفك حصار المهدي للخرطوم حيث كان يتواجد غورودن، واستخدمت الفرقة مجرى نهر النيل عبر دنقلا نحو الخرطوم جنوبًا في سباق من الزمن وضد تيار النهر المنساب من الجنوب نحو الشمال. وعندما وصلت مشارف الخرطوم كان الأنصار قد دخلوها وقضوا على غوردون وأتباعه، فعادت الفرقة على أعقابها دون تحقيق الهدف.

## الحكم الوطني
عندما تمت إعادة تقسيم مديريات (محافظات) السودان إبان حكومة الرئيس جعفر النميري أصبحت دنقلا عاصمة للمديرية الشمالية، ثم عاصمة للإقليم الشمالي، حينما تبدلت تسمية المحافظات، ومن ثم عاصمة الولاية الشمالية حسب التقسيم الإداري الحالي.

## طبوغرافيا المدينة
تقع دنقلا على السهل الفيضي المحاذي لنهر النيل حيث توجد رواسب تربة غرينية.

### الجزر
- مشو
- كمنية
- الحفير
- لبب
- جزيرة مقاصر
- كومي
- كوة
- ارسنارتي
- موسنارتي
- بلنارتي
- مروارتي
- سلينارتي
- بنا
- الزورات
- دبلا
- ارتقاشة
- بدين
- جرادة
- منقلك
- كابتود
- ناوا
- دمبو
- بركية
- كويا
- كوربا
- ارقو
- البرقيق

جزيرة الرحمن (القدار)
جزيرة دنقلا (العركية)
- سالي
- الغدار
- المقاوده
- لتي
- عرب حاج
- السليم

## المناخ
تقع دنقلا على ضفاف النيل بين منطقتين صحراويتين هما صحراء النوبة في الغرب والصحراء الشرقية في الشرق ويتأثر بهما مناخ المدينة الذي يسوده المناخ الصحراوي الحار في فصل الصيف الذي يبدأ في شهر مايو / أيار ويستمر حتى أواخر سبتمبر / أيلول، ويتميز الشتاء بالبرودة حيث تنخفض درجة الحرارة إلى 20 درجة مئوية ومعدل الرطوبة إلى أقل من 20% ويمتد الشتاء من أواخر نوفمبر / تشرين الأول حتى منتصف مارس / آذار.
أما كمية الأمطار فهي شحيحة وقليلة جدًا بحيث لا يزيد متوسط عدد الأيام المطيرة فيها في السنة عن ثلاث أيام فقط.
متوسط توقيت شروق الشمس في دنقلا: الساعة 07:03 صباحًا بالتوقيت المحلي والغروب الساعة 07:08 مساء.
| البيانات المناخية لـدنقلا    | البيانات المناخية لـدنقلا | البيانات المناخية لـدنقلا | البيانات المناخية لـدنقلا | البيانات المناخية لـدنقلا | البيانات المناخية لـدنقلا | البيانات المناخية لـدنقلا | البيانات المناخية لـدنقلا | البيانات المناخية لـدنقلا | البيانات المناخية لـدنقلا | البيانات المناخية لـدنقلا | البيانات المناخية لـدنقلا | البيانات المناخية لـدنقلا | البيانات المناخية لـدنقلا |
| الشهر                        | يناير                     | فبراير                    | مارس                      | أبريل                     | مايو                      | يونيو                     | يوليو                     | أغسطس                     | سبتمبر                    | أكتوبر                    | نوفمبر                    | ديسمبر                    | المعدل السنوي             |
| ---------------------------- | ------------------------- | ------------------------- | ------------------------- | ------------------------- | ------------------------- | ------------------------- | ------------------------- | ------------------------- | ------------------------- | ------------------------- | ------------------------- | ------------------------- | ------------------------- |
| متوسط درجة الحرارة الكبرى °ف | 83                        | 86                        | 91                        | 104                       | 106                       | 109                       | 109                       | 108                       | 108                       | 100                       | 95                        | 84                        | 99                        |
| متوسط درجة الحرارة الصغرى °ف | 64                        | 50                        | 54                        | 57                        | 64                        | 70                        | 75                        | 75                        | 77                        | 75                        | 68                        | 61                        | 66                        |
| الهطول إنش                   | 0                         | 0                         | 0.00                      | 0.00                      | 0.00                      | 0                         | 0.01                      | 0.01                      | 0.00                      | 0.00                      | 0                         | 0                         | 0.02                      |
| متوسط درجة الحرارة الكبرى °م | 28                        | 30                        | 33                        | 40                        | 41                        | 43                        | 43                        | 42                        | 42                        | 38                        | 35                        | 29                        | 37                        |
| متوسط درجة الحرارة الصغرى °م | 18                        | 10                        | 12                        | 14                        | 18                        | 21                        | 24                        | 24                        | 25                        | 24                        | 20                        | 16                        | 19                        |
| الهطول مم                    | 0                         | 0                         | 0.1                       | 0.1                       | 0.1                       | 0                         | 0.3                       | 0.3                       | 0.1                       | 0.1                       | 0                         | 0                         | 1.1                       |
| المصدر: Weatherbase          |                           |                           |                           |                           |                           |                           |                           |                           |                           |                           |                           |                           |                           |

## الإدارة
دنقلا محلية من محليات الولاية الشمالية، وتنقسم إلى اربع وحدات إدارية هي:
1. وحدة دنقلا الإدارية
2. وحدة شرق النيل الإدارية
3. وحدة الحفير الإدارية
4. وحدة البرقيق الإدارية
5. محلية القولد
6. محلية مروي

## الجهاز القضائي
توجد في دنقلا رئاسة الجهاز القضائي للولاية الشمالية وبضع محاكم أهمها محكمة استئناف الولاية والمحكمة عامة والمحكمة الجزئية.

## السكان
ويقطن في المدينة «الدناقلة» (المفرد دنقلاوي) نسبة إلى دنقلا، ويتحدثون باللغة النوبية المعروفة باللهجة الدنقلاوية، إلى جانب الفلاليح (المفرد فلحنجي) وبعض الأسر المسيحية المنتمية إلى الطائفة القبطية، وغيرهم من السودانيين على مختلف ثقافاتهم ولغاتهم ويشكل الجميع النسيج الاجتماعي لمدينة دنقلا الحالية.
التطور الديمغرافي خلال العقود الأخيرة:
| السنة | عدد السكان |
| ----- | ---------- |
| 1973  | 5.626      |
| 1983  | 10.146     |
| 2009  | 13.417     |

## أحياء دنقلا

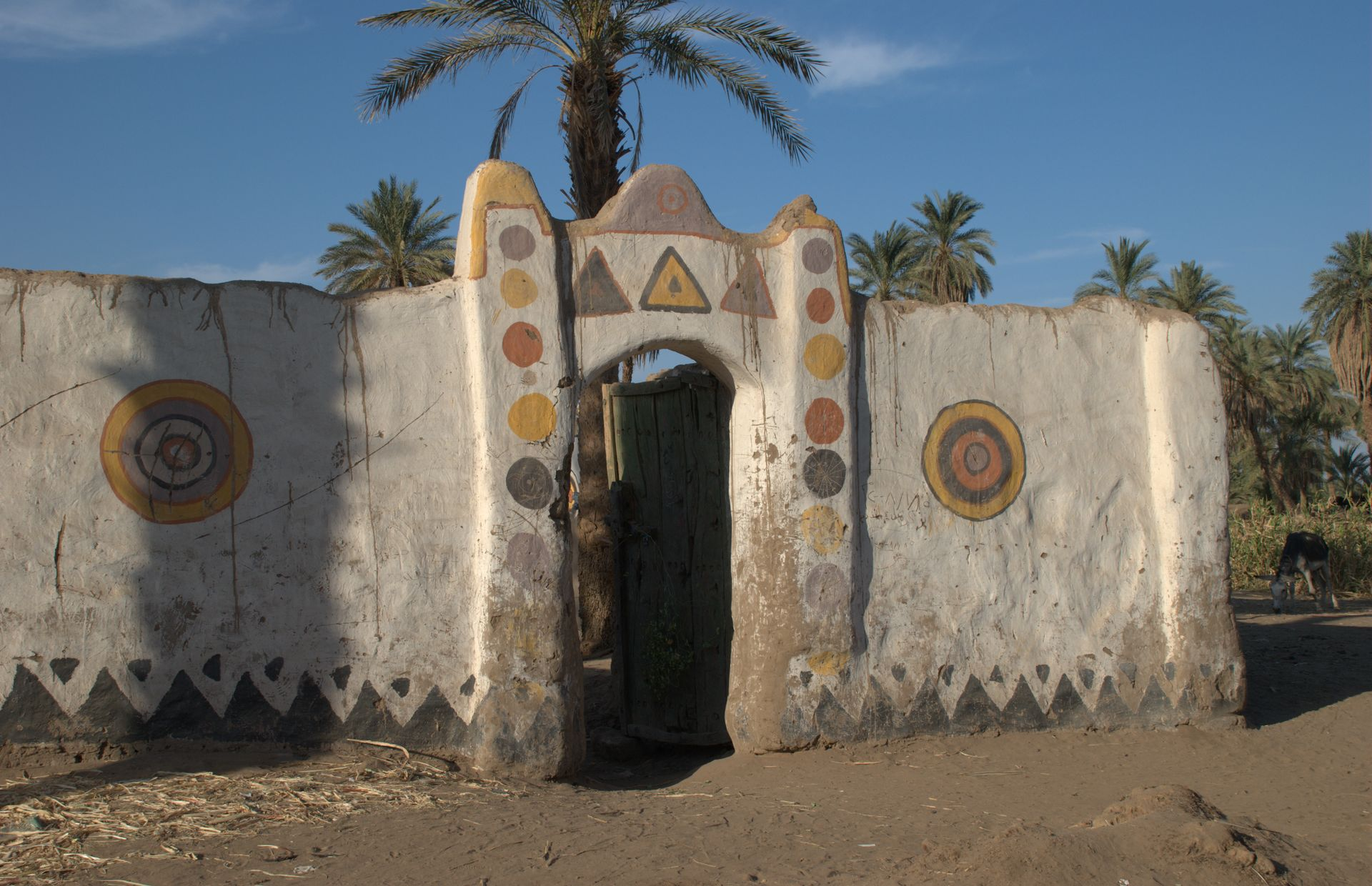
بوابة منزل نوبي تقليدي في دنقلا

- حي النيل
- حي الامتداد
- حي دنقلا شمال
- حي دنقلا جنوب
- الحلة الجديدة
- حي النصر
- اقجة
- كابتود
- البان جديد
- ارتدي
- الخناق
- الشيخ شريف
- حي الدرجة الأولى
- حي الدرجة الثانية
- حي الدرجة الثالثة
- مراغة
- حي الدرجة

## الاقتصاد

### الزراعة

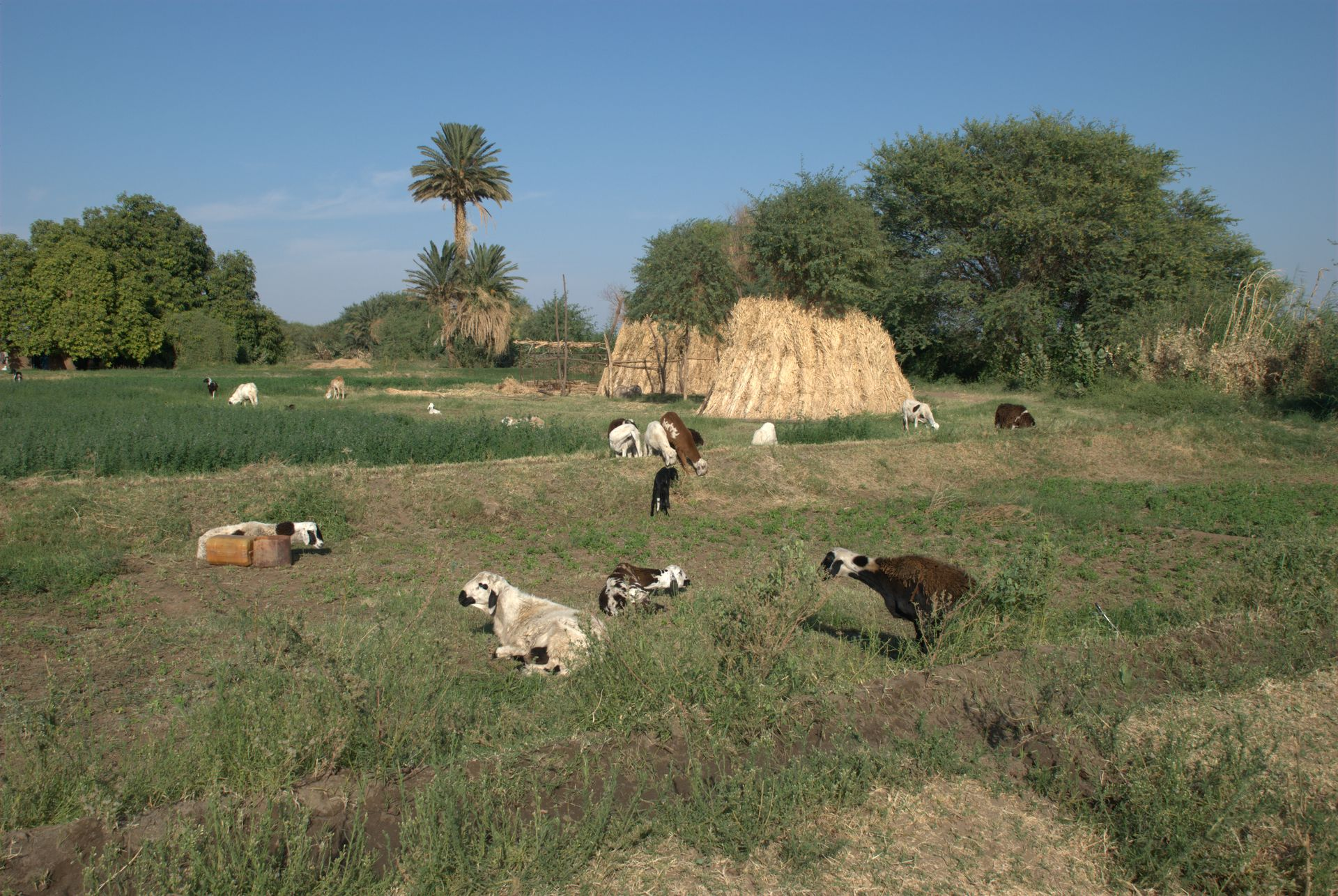
أحد الحقول الزراعية على ضفة النيل في دنقلا

تعتبر الزراعة الحرفة الرئيسية لسكان المنطقة حيث تتميز أراضي المنطقة بخصوبة التربة خاصة على ضفاف نهر النيل وفي الجزر النيلية والأجزاء المرتفعة، ومن المحاصيل الرئيسية هنالك القمح والفول المصري والبقوليات والتوابل والفواكه والتمور.

### التجارة

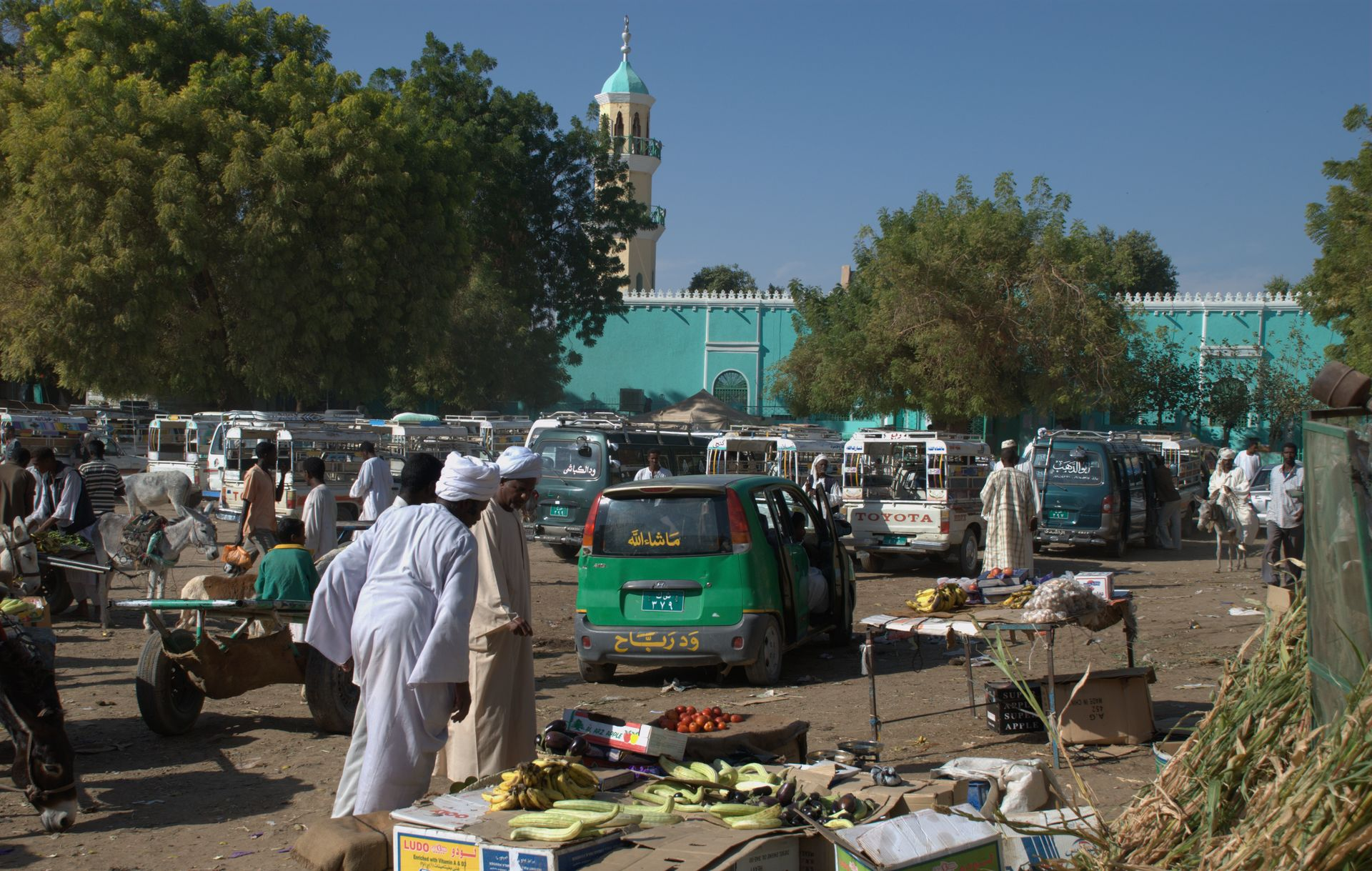
سوق دنقلا

تأتي التجارة كحرفة ثانية لسكان المنطقة، خاصة تجارة المحاصيل وغيرها من المنتوجات المحلية مثل الأخشاب والحبال.
وتوجد بالمدينة عدة أسوق أبرزها:
- سوق دنقلا الكبير
- سوق السليم
- سوق السير
- سوق الحفير
- سوق البرقيق

### الصيد النهري وتربية الحيوان
يمارس السكان صيد الأسماك من النهر إلى جانب تربية الحيوان والطيور الداجنة وللمدينة سوقًا تاريخية في هذا المجال تعود إلى عهود قديمة.
وتشتهر دنقلا بتربية الحصان الدنقلاوي Dongola Horse، وهو هجين من سلالة عربية وأخرى بربرية.

## النقل

### شبكة الطرق البرية

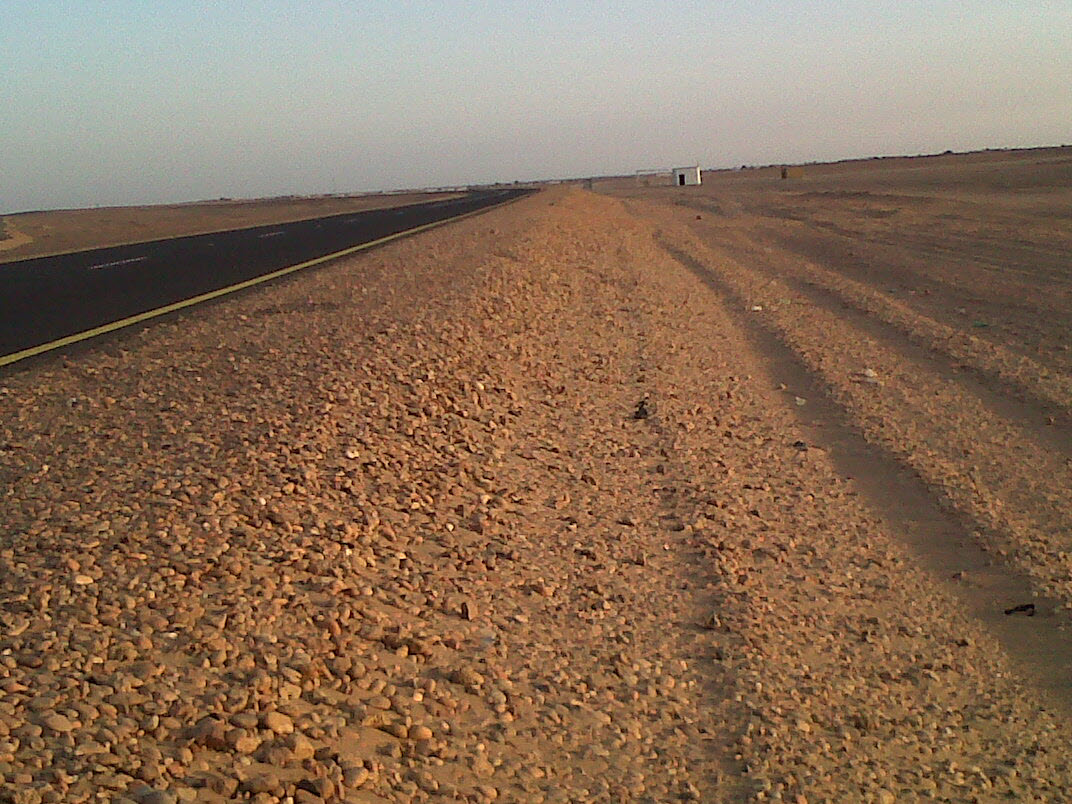
طريق شريان الشمال السيّار

- دنقلا -أم درمان
- دنقلا - بورتسودان
- دنقلا - كريمة
- دنقلا - ودادي حلفا
- دنقلا - مروي - عطبرة
- دنقلا - أم دوم

### النقل الجوي

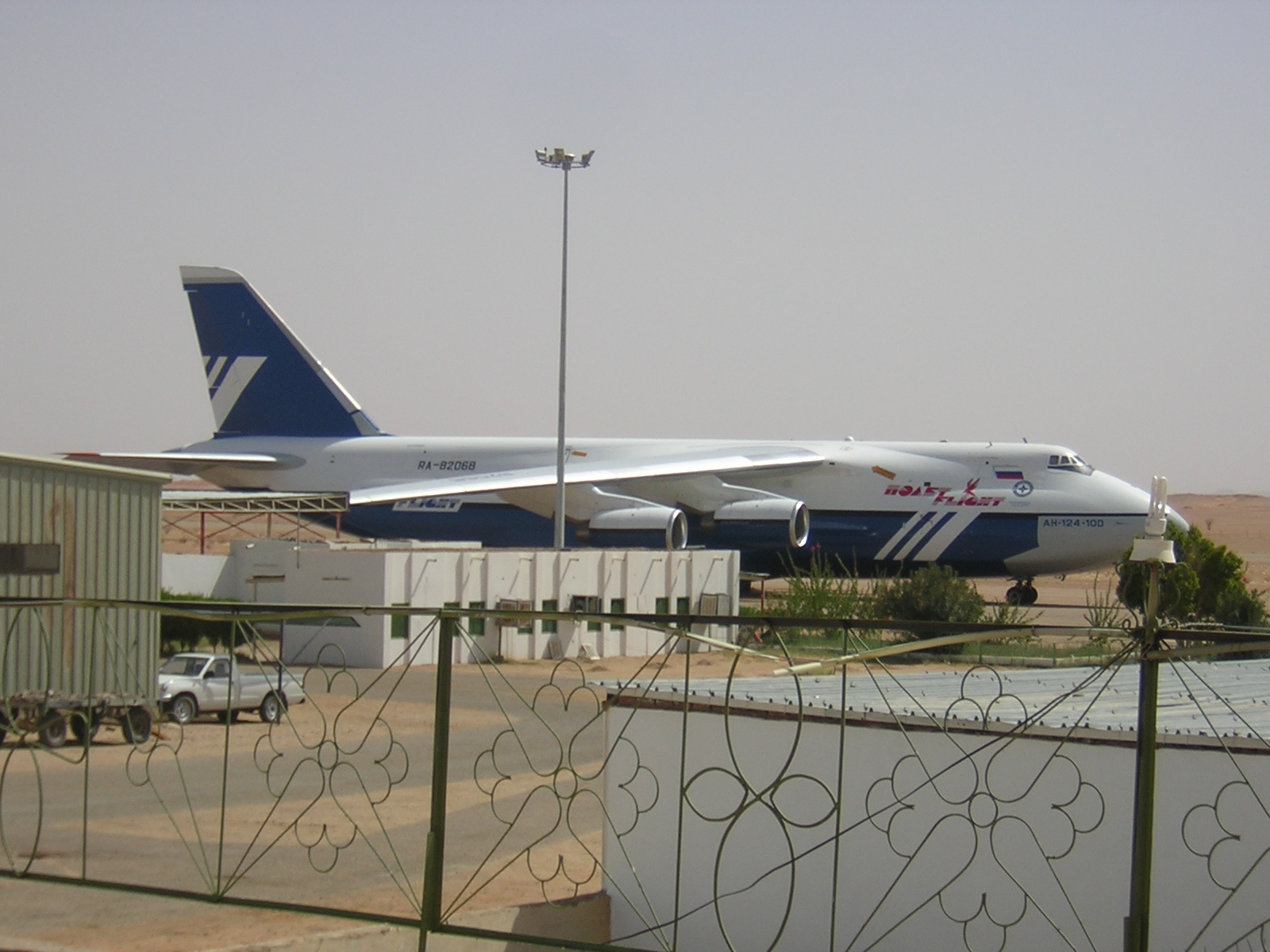
مطار دنقلا

يوجد في دنقلا مطار الشهيد المشير الزبير محمد صالح الدولي حيث يستقبل رحلات طيران منتظمة محلية بين دنقلا والخرطوم ووادي حلفا ودولية بين جدة والرياض وعواصم عربية أخرى. ورمزه في المنظمة الدولية للطران المدني (إيكاو) هو HSDN وفي اتحاد النقل الجوي الدولي (أياتا) هو DOG، ويقع المطار على بعد 10 كيلومتر من وسط المدينة.

## الاتصالات
توجد في دنقلا شبكة لاتصالات الهاتف الثابت والمحمول وخدمات الإنترنت. ورمز الهاتف الخاص بالمدينة هو 241 ومن خارج السودان 241(249).

## البريد
يوجد بالمدينة مكتب للبريد.

## المسافة بين دنقلا وبعض المدن
| المدينة      | المسافة بالكيلومتر | المسافة بالميل |
| ------------ | ------------------ | -------------- |
| كريمة        | 159                | 98             |
| أبو حمد      | 300                | 186            |
| وادي حلفا    | 308                | 191            |
| عطبرة        | 402                | 449            |
| شندي         | 415                | 257            |
| الخرطوم بحري | 510                | 316            |
| الخرطوم      | 530                | 328            |
| بورتسودان    | 984                | 610            |
| سواكن        | 718                | 446            |
| أم بادر\|    | 610                | 379            |
| كرمة البلد   | 45                 | 27             |
| أسوان (مصر)  | 584                | 362            |

## السياحة
تقع دنقلا في منطقة غنية بالآثار القديمة لمختلف الحضارات السودانية القديمة كالحضارة النوبية حيث توجد عدة أهرام وتماثيل ومعابد، وآثار مملكة المقرة المسيحية، وآثار المسلمين المتمثلة في مسجد دنقلا الذي يعتبر أول مسجد أقيم في السودان.
ومن أهم المناطق السياحية فيها:
- دنقلا العجوز حيث الآثار النوبية القديمة.
- منطقة كرمة البلد التي تبعد 45 كيلومتر من دنقلا وتشمل الآثار النوبية وقلعة الدفوفة الأثرية ومتحف كرمة الذي يضم عدد من تماثيل الملوك.
- جزيرة صاي التي تبعد حوالي 330 كيلومتر من المدينة وفيها آثار ما قبل التاريخ.
- القعوب الواقعة على بعد 45 كيلو متر غرب دنقلا وبها مياه عذبة ورمال ساخنة تستخدم للعلاج عن طريق دفن الجسد في الرمال.
- منطقة العفاض غرب دنقلا وتشتهر بكثرة الكثبان الرملية.
- واحة سليمة في وسط الصحراء.

## التعليم
توجد في دنقلا إلى جانب المدارس المختلفة جامعة هي جامعة دنقلا التي تأسست في عام 1994 م وتضم ثمان كليات منها خمس بالمدينة هي كلية الطب والعلوم الصحية، وكلية التربية وكلية الزراعة وكلية الاقتصاد وكلية تنمية المجتمع. وهناك فرع لجامعة السودان المفتوحة.

## الثقافة

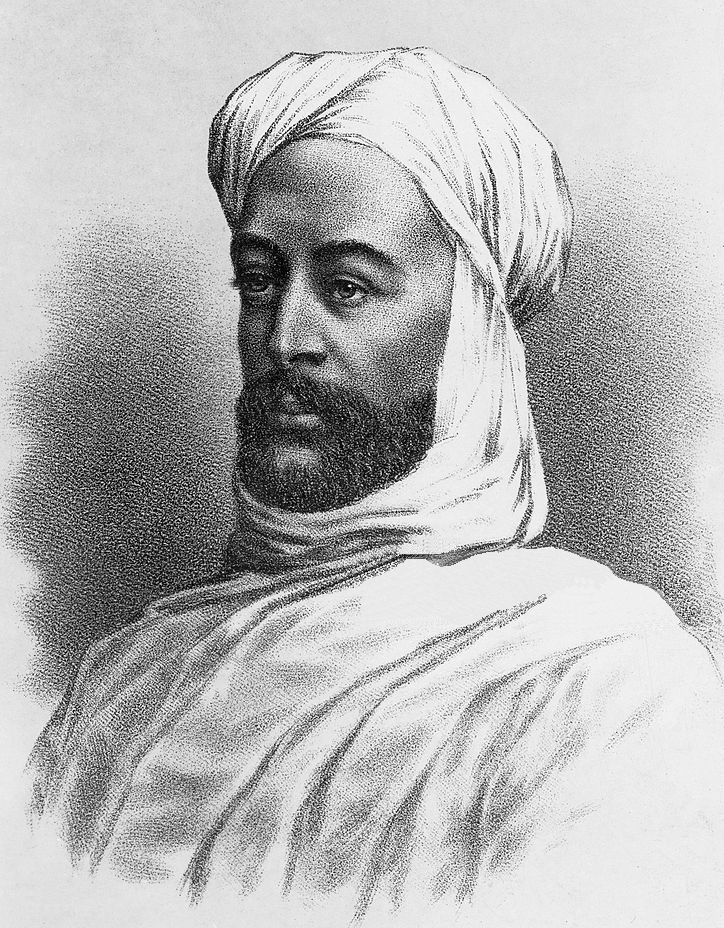
محمد أحمد المهدي

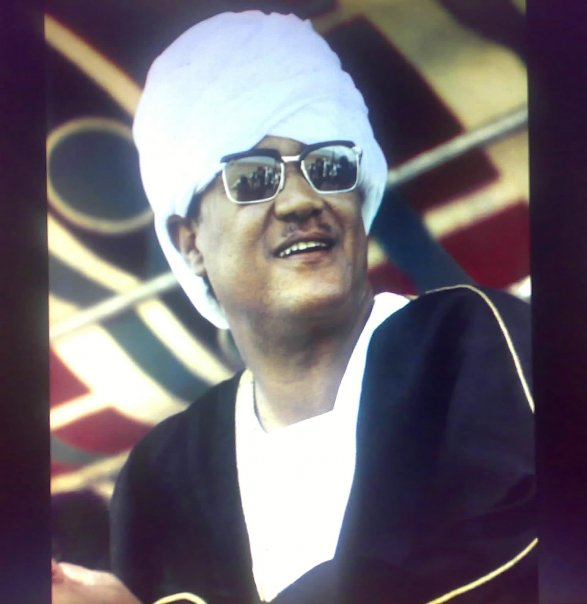
جعفر محمد نميري

توجد في دنقلا مكتبة عامة هي مكتبة الشيخ على الإمام ومسرح ضخم يعد واحد من أكبر المسارح في السودان.

## الرياضة
الفرق الرياضية لكرة القدم بدنقلا:
- النادي الأهلي، ويعتبر من أقدم الأندية في المنطقة وتأسس عام 1943 م.
- ود النميري
- الوحدة
- الخناق
- شيخ شريف
- الاتحاد
- مقاصر
- ود نوباوي
- ارتدي
- الرابطة
- الهلال
- الأمير
- السلام
- الأمل

## أعلام دنقلا
من المشاهير الذين ارتبطت اسمائهم بدنقلا :
1. محمد أحمد المهدي قائد الثورة المهدية في السودان.
2. الرئيس السوداني السابق جعفر نميري
3. اللواء سامي البارودي، والد الشاعر المصري محمود سامي البارودي.
4. الملازم عبد الفضيل الماظ من ثوار عام 1924 بالسودان

هيثم مصطفى، لاعب نادي الهلال السابق وكابتن المنتخب السوداني.

## معرض الصور

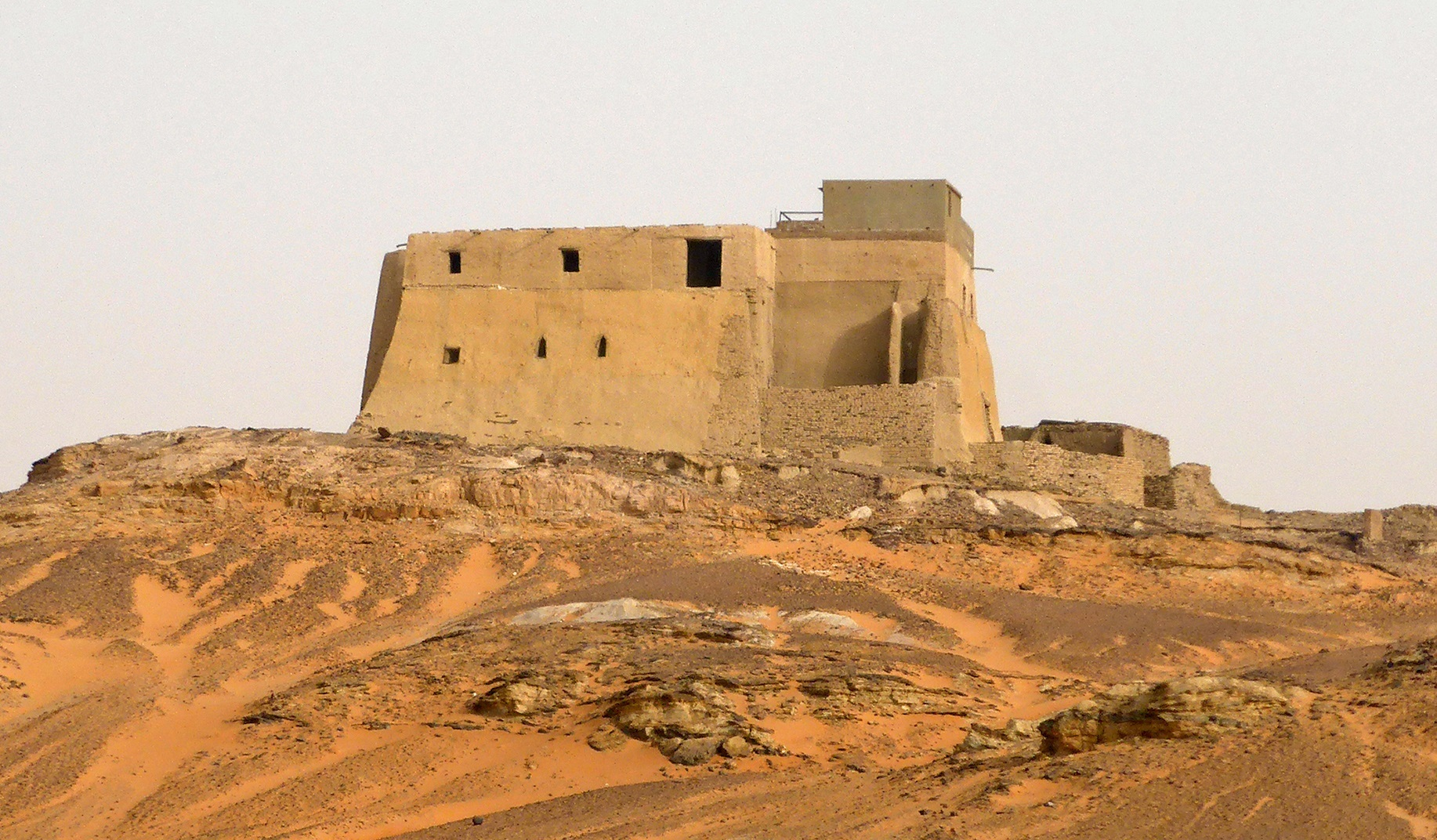
قاعة عرش دنقلا.
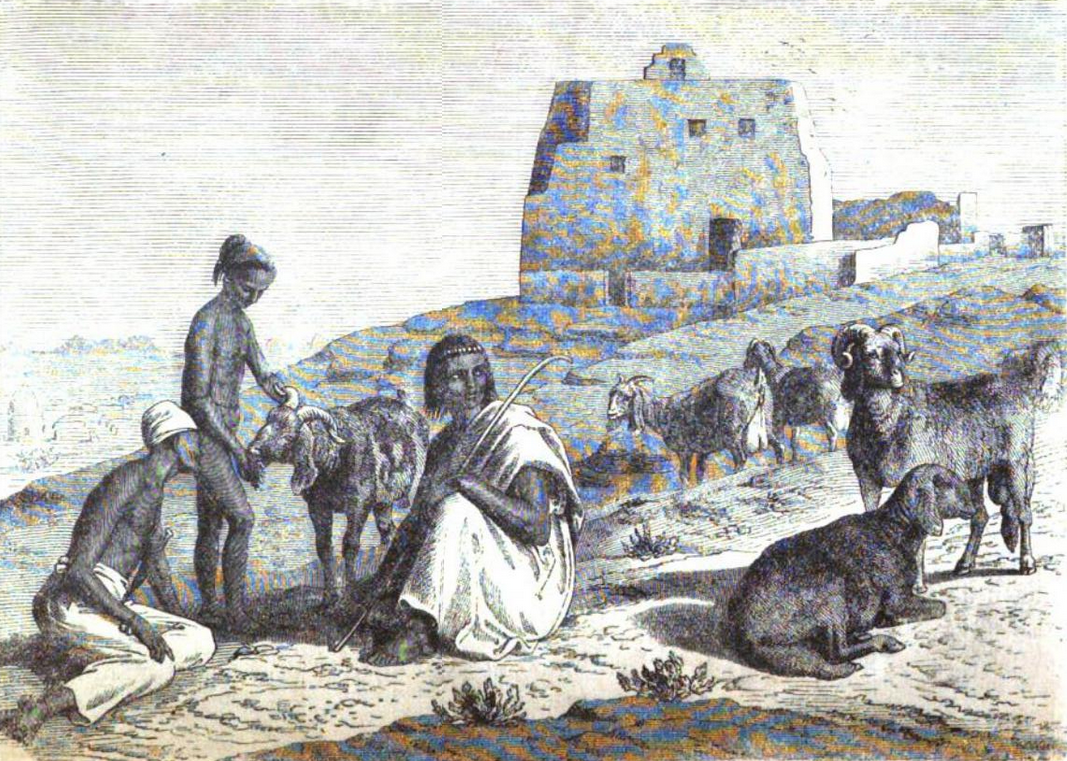
مسجد دنقلا
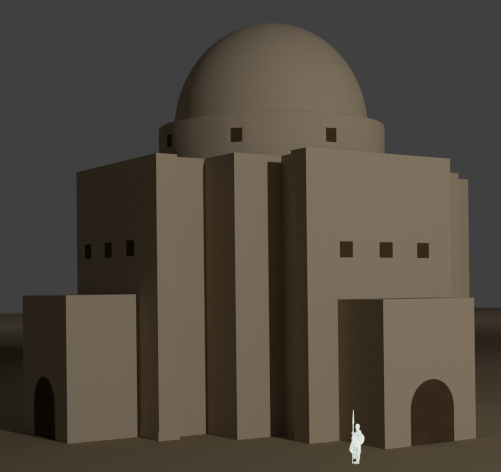
كنيسة دنقلا
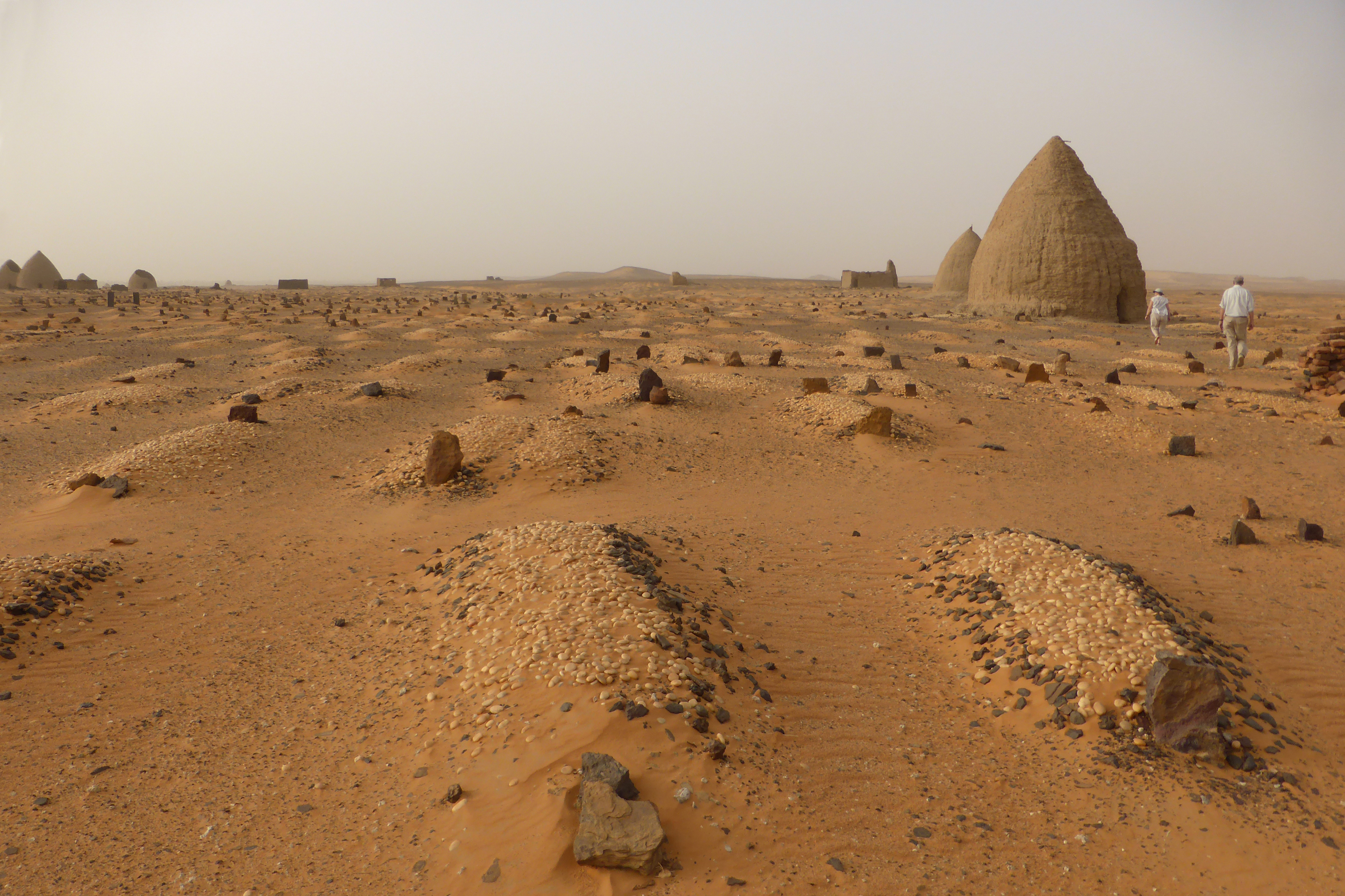
مقبرة دنقلا القديمة
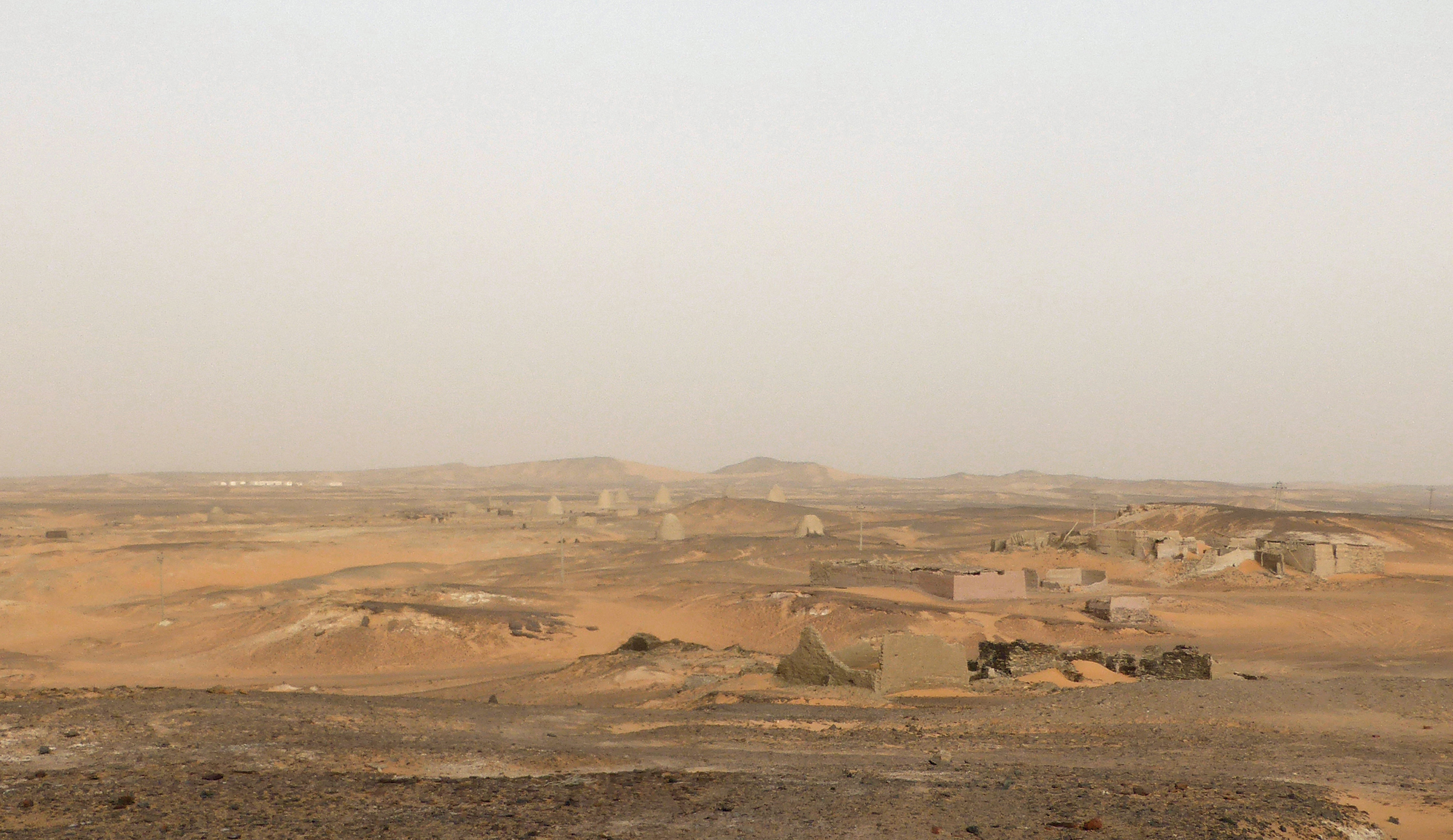
مقبرة دنقلا القديمة